# Protozoa Pictures
Protozoa Pictures é uma companhia de produção cinematográfica do cineasta Darren Aronofsky.

## Filmografia
| Ano          | Filme               | Diretor          |
| ------------ | ------------------- | ---------------- |
| 1998         | Pi                  | Darren Aronofsky |
| 2000         | Requiem for a Dream | Darren Aronofsky |
| 2002         | Below               | David Twohy      |
| 2006         | The Fountain        | Darren Aronofsky |
| 2008         | The Wrestler        | Darren Aronofsky |
| 2010         | Black Swan          | Darren Aronofsky |
| 2012         | 2 Days in New York  | Julie Delpy      |
| 2014         | Noah                | Darren Aronofsky |
| 2015         | Zipper              | Mora Stephens    |
| 2016         | Jackie              | Pablo Larraín    |
| 2017         | Mother!             | Darren Aronofsky |
| por anunciar | 478                 | Elliott Lester   |